# کالفرنیا جانکشن (آیووا)
کالفرنیا جانکشن (به انگلیسی: California Junction) یک محدوده ثبت‌نشده در ایالت آیووا کشور ایالات متحده آمریکا است که جمعیت آن در سرشماری سال ۲۰۱۰ میلادی، ۸۵ نفر بوده‌است.